# Glenns Ferry
Glenns Ferry is een plaats (city) in de Amerikaanse staat Idaho, en valt bestuurlijk gezien onder Elmore County.

## Demografie
Bij de volkstelling in 2000 werd het aantal inwoners vastgesteld op 1611.
In 2006 is het aantal inwoners door het United States Census Bureau geschat op 1395, een daling van 216 (-13,4%).

## Geografie
Volgens het United States Census Bureau beslaat de plaats een oppervlakte van
4,5 km², geheel bestaande uit land. Glenns Ferry ligt op ongeveer 783 m boven zeeniveau.

## Plaatsen in de nabije omgeving
De onderstaande figuur toont nabijgelegen plaatsen in een straal van 48 km rond Glenns Ferry.